# Dark Maul : L'Ombre du chasseur
Pour les articles homonymes, voir Maul.
Dark Maul : L'Ombre du chasseur (titre original : Darth Maul: Shadow Hunter) est un roman de science-fiction de Michael Reaves situé dans l'univers étendu de Star Wars. Publié aux États-Unis par Del Rey Books en 2001, puis traduit en français et publié par les éditions Presses de la Cité la même année,, il constitue la première préquelle officielle du film Star Wars, épisode I : La Menace fantôme. 

## Résumé
Dark Maul, l'apprenti du seigneur Sith Dark Sidious, est chargé par son maître d'anéantir toute opposition à ses plans pour l'anéantissement de la République. Après avoir été chargé d'éradiquer l'organisation du Soleil Noir, Dark Maul a cette fois pour mission de traquer et d'éliminer un Néimoidien dont Dark Sidious ressent la traîtrise prochaine : dévoiler ses plans. On  y retrouve Lorn Pavan et son droïde, Tope -la.  Cette histoire sert de préface à la trilogie nuits de Coruscant.

## Personnages
Dark Maul : voir article détaillé 
Lorn Pavan était un humain originaire de Corellia, mari de Siena Pavan et père de Jax Pavan. Il était comptable et documentaliste au temple Jedi. Devenu courtier d informations dans les bas fond de Coruscant, il s'associe à un droïde.
I-5YQ (Tope-là): Droïde très particulier autant par son intelligence que ses équipements. Le seul pouvant jouer au Dejarik
Darsha Assant: padawan Jedi  du Maître Jedi Twi'lek Anoon Bondara.

## Commentaires
Il fait partie des 28 livres Star Wars à avoir été publié en grand format par Presses de la Cité. Il existe également en poche chez Fleuve noir où il porte le numéro 51. Les éditions Pocket ont réédité le roman en 2012 en lui joignant les nouvelles Saboteur et Entrave écrites toutes les deux par James Luceno.

## Dark Maul en comics
Dark Maul est également le héros de plusieurs comics :
- Dark Maul : deuxième numéro de la série Le Côté obscur chez Delcourt
- Dark Maul : Peine de mort : treizième numéro de la série Le Côté obscur chez Delcourt

## Sources
Michael Reaves, Star Wars Dark Maul : L'Ombre du chasseur, Paris, Fleuve Noir, 2002.